# Anna Sobol-Wejman
Anna Sobol-Wejman (nascida em 1946) é uma gravurista polaca.
Sobol-Wejman recebeu o seu diploma da Academia de Belas Artes de Cracóvia, onde estudou no Departamento de Artes Gráficas, em 1972; os seus instrutores incluíram Mieczysław Wejman e Włodzimierz Kunz. Em 1985 dirigiu workshops na Academia de Belas Artes de Reykjavik e, de 1986 a 1990, administrou a Galeria Teatr Stu em Cracóvia. Anna expôs os seus trabalhos no país e no exterior e ganhou vários prémios durante a sua carreira. No seu trabalho, favorece uma variedade de técnicas incluindo gravura, água-forte e litografia.
A gravura de Sobol-Wejman, Cloak Room I, de 1997, é propriedade da Galeria Nacional de Arte.